# Краљевски лосос
Краљевски лосос (Oncorhynchus tshawytscha) највећа је врста од свих пафицичких лососа, а припада породици  Oncorhynchus. Уобичајено име Чинук, односи се на истоимени, рибарски народ са северне обале ушћа Колумбије и пацифичке обале на југозападу Вашингтонa. Такође, ова врста се још назива и пролећни лосос. Научно име ове врсте засновано је по руском уобичајеном имену Чавича (рус. Чавыча). Ова врста анадромна је у северном делу Тихог океана и речним системима западних вода Северне Америке, на потезу од Калифорније до Аљаске, као и од северних вода Јапана до североистока Сибира.
Такође, ова врста настањује и друге делове света, укључући воде Новог Зеланда, Велика језера Северне Америке и Патагоније. Краљевски лосос изузетно је цењена риба, као и њено месо због свог храњивог нутритивног садржаја који укључује високе нивое важних омега-3 масних киселина. У неким деловима света ова врста је угрожена, али ипак краљевски лосос се не налази на Црвеној листи IUCN.
Према Националној океанској и атмосферској администрацији популације краљевског лососа дуж обале Калифорније опадају због прекомерног риболова, губитка станишта и изградње хидроелектрана.

## Дистрибуција
У прошлости, краљевски лосос био је распрострањен у водама Северне Америке, од реке Вентуре у Калифорнији на југу до Аљаске на северу. Међутим, данас се популација ове врсте смањила у овим водама за 40%. У неким регијама направљене су бране, па ова врста нема могућност да мигрира. У одређеним областима попут калифорнијске делте реке Сакраменто и Сан Јоакин, откривено је да младих примерака ове врсте има мање од 1%.
У западном делу Тихог океана, ова врста настањује подручја од северних вода Јапана (Хокаидо) до Северна леденог океана, Источносибирског мора и реке Пљавам на северу.
Краљевски лосос је стално присутан само на Камчатки, а стручњаци истичу да фали информацијама о њиховој распрострањености. Такође, ова врста је пописана у сливу реке Анадир и водама Чукотског полуострва, као и деловима северне Магаданске области у близини залива Шелихов и Пенжина, где се ретко задржавају и слабо су проучаване.
Године 1967. Мичигенска агенција за природне ресурсе пустила је у језерима Мичиген и Хјурон више примерака краљевског лососа, како би смањила популацију Alosa pseudoharengus, такозване „смрдљиве рибе” из Атлантског океана. Шездесетих година 20. века Alosa pseudoharengus чинила је 90% биоте у овим језерима, а након пуштања краљевског лососа, њен проценат у овим језерима се смањио. Након тога, краљевски лосос је пуштен и у Велика језера. Врста се такође етаблирала у водама Патагоније и Јужне Америке где су пуштени како би одржавали биланс у водама. Ова врста пронађена је како се мрести у водостајима реке Рио Санта Круз у Аргентини, а одакле је дошла из океана, 1000 километара даље. Напори да се ова риба уведе и у воде око Новог Зеланда крајем 19. века били су неуспешни. Након тога, почетком 20. века покушај увођења краљевског лососа у воде Новог Зеланда био је успешан и они су доспели у мрестилиштама река Отаго, Рангитата, Опихи, Асхбуртон, Ваимаракири и Хурунуи. Сматра се да је успех увођења ове врсте у коришћену њихових јајашца из јесење популације краљевског лососа, за разлику од првог покушаја, када је покушано са јајима пролећне популације. Иако су многи лососи пуштани у воде Новог Зеланда, у њима се задржао само краљевски лосос.

## Опис и животни циклус
Краљевски лосос је плаво-зелене, црвене или љубичасте боје на задњем делу тела и на врху главе, са сребрнастим странама и белим дорзалним површинама. На репу и горњој половини тела има црне тачке. Одрасли примерци ове врсте могу бити од 61 до 91 цм, а неки достигну дужину и од 150 цм. Просечна тежина краљевског лососа је од 4,5 до 22,7 килограма, а неки примерци нарасту чак и до 59 кг. У реци Кенаи на Аљасци, одрасли краљевски лососи су просечне тежине од 16,8 кг. Тренутни светски рекорд у тежини ове врсте је 44,11 кг и постигнут је 11. маја 1985. године уловом из реке Кенаи. Светски рекорд комерцијалног улова износи 57 кг, а примерак је уловљен близу Риверс Инлета у Британској Колумбији током касних седамдесетих година 20. века.
Краљевски лосос може провести од једне до осам година у океану, а просечно од три до четири пре него што се врати у матичну реку и мрести. Ова врста подвргава радикалним морфолошким променама док се примера за мрест. У том периоду, краљевски лосос губи сребрнасто плаву боју коју су имали као океанске рибе, а њихова боја потамни, понекад уз радикалну промену нијансе. Лососи су сексуално диморфни, а мужјаци имају јаче зубе. Студије су показале да већи и доминантнији мужјаци имају репродуктивну вредност, јер су женке краљевског лососа често агресивније према мањим мужјацима. Ова врста настањује дубље воде него други лососи и може се наћи у мрестним местима од септембра до децембра.
Женка краљевског лососа може да одложи своја јаја у четири до пет џепова за мрешћење. Након полагања јаја, женке их чувају до 25 дана пре него што угину, док мужјаци траже друге парове. Јаја се излежу за 90 до 150 дана од таложења у зависности од темепратуре воде. Млади примерци обично бораве у слаткој води од 12 до 18 месеци, пре него што се упуте низводно до ушћа река, где остају неколико месеци. Неки краљевски лососи враћају се у слатководне реке након годину или две раније од других врста лососа.
Река Јукон има најдужи пут миграције до слатке воде, а лососи пређу преко 3000 км да би стигли до тамо. Пошто се краљевски лосос ослања на резерве масти приликом уласка у слатку воду, ова риба је доста цењена због омега-3 масних киселина, које су добре за људско срце. Међутим, висока цена улова и транспорта из ових руралних подручја света подиже његову цену. Краљевски лососи улазе у воде до 640 м надморске висине и пређу у просеку 1400 км како би се мрестили. Ова врста храни се инсектима, водоземцима и раковима, а неретко већи примерци једу млађе из своје врсте. Млади примерци лососа се у кратким периодима хране у речним коритима док не постану довољно јаки да отпливају у океан и хране се обилније.
Женке ове врсте деле се на океанске и поточне. Океанске женке прелазе у слану воду након прве године живота, док поточни проводе једну годину у слаткој води пре него што мигрирају у океан. Након неколико година боравка у океану, одрасли лосос који је довољно велики да побегне и избори се са предаторима, враћа се у своје речне токове како би се парио. Северне популације краљевског лососа обично дуже живих од других. Лососу је потребно одговарајуће станиште за мрест. Чиста, хладна, свежа вода без седимента, неопходна је за развој јаја. Краљевски лосос користи веће седименте за мрест од пацифичких лососа.
Обална вегетација и биљно растиње помажу младим лососима пружајући им храну и хлад како би се одржала температура воде. Такође, ова врста је доста осетљива на загађене воде океана, где проводи време углавном у чистом и продуктивном окружењу. Краљевски лососи се након одласка у океан физиолошки мењају, како би се прилагодили сланој води. Одраслим примерцима ове врсте потребно је богато и отворено океанско станиште, како би стекли снагу потребну за путовања уназад и размножавање пре него што угину.
Дејвид Монтомери у својој књизи Краљ рибе истакао је да су резерве рибе у мору важне за обнављање река које су погодиле природне катастрофе, па је стога од виталног значаја за рибе да могу лако да дођу до океана, без да им сметају бране и да тако здраве могу да се врате назад у реке.
Станишта лососа морају бити чиста и оксигенизована. Један од знакова високе продуктивности и стопе раста у океанима код лососа је повећан ниво алги. Повећани нивои алги доводе до већег нивоа угљен диоксида у води, који се преноси у живе организме, негујући биљке и мале организме, које лосос једе. Алге могу филтрирати високе нивое токсина у водама, стога је од велике важности да се алге и друга средства филтрирања воде не уништавају у океанима, јер доприносе добробити прехрамбеног ланца.
Када су неке популације угрожене, потребне су мере предострожности за спречавање прекомерног риболова и уништавања станишта, укључујући одговарајуће управљање пројектима хидроелектрана и наводњавања.
Ако премало рибе остане због риболова и управљања земљом, лосос има веће потешкоће у репродукцији. Када је један од ових фактора угрожен, погођене залихе могу опадати. У једном чланку Сијетл Тајмса истакнуто је да је пафицички лосос нестао са 40% свог историјског станишта у водама Аљаске и закучује се да је неопходно да људи схвате потребе за лососом и покушају да не доприносе деструктивним праксама које наносе штету овој риби. На северозападу Пацифика летње групације лососа биле су уобичајене пре него што је дошло до повећање риболова и изградње брана.

## Рибарска индустрија
Укупни лов на краљевског лососа у 2010. години био је око 1,4 милиона јединки што је око 7.000 тона; 1,1 милион риба уловљено је у Сједињеним Државама, а остале су уловили бродови Канаде и Русије. Удео улова краљевског лососа у укупном комерцијалном лову пацифичког лососа био је мањи од 1% по тежини, а само око 0,3% од броја риба. Тренд је смањен у количинама од пре деведесетих година 20. века, када је улов био око 25.000 тона. Глобална производња је међутим, остала на стабилном нивоу због повећане аквакултуре.
Највећи светски произвођач и добављач краљевског лососа је Нови Зеланд. На тржишту се ова риба зове „краљ лососа”, 2009. године са Новог Зеланда је извезено 5,088 тона лососа, у износу од 61 милион долара зараде од извоза. За сезону која је завршила марта 2011. године, овај износ је порастао на 85 милиона новозеландских долара.
На Нови Зеланд отпада око половине светске производње краљевског лососа, а око половине новозеландске производње се извози. Јапан је највеће извозно тржиште Новог Зеланда, а залихе се испоручују и у остале земље Тихог океана, укључујући Аустралију.
Узгој врста на Новом Зеланду започео је седамдесетих година 20. века када су првобитно постављена мрестилишта како би се ојачале и подржале залихе рибе с првим комерцијалним операцијама започетим 1976. године. Након неког противљења њиховом оснивању од стране друштвених група, прво мрестилиште је основано 1983. године у заливу Биг Глори на острву Стјуарт од стране компаније Бритиш Петролеум НЗ Лтд.

Данас се лососи узгајају у копненим мрестилиштима (од којих их неколико постоји) и пребацују у морске кавезе или слатководна подручја, где се даље узгајају до величине од 3–4 килограма. Јаја се ручно одстрањују од полно зрелог лососа и инкубирају под условима који реплицирају потоке и реке у којима би се лосос кретао природним путем. Млади примерци краљевског лососа се обично узгајају до шест месеци старости, пре него што се пребацују у морске кавезе. Тежина ових примерака је нешто мање од 1 кг по м³ у узгајалиштима. Лосос се храни пелетом хране рибљег брашна специјално формулисаног, а у храни су: 45% протеина, 22% масти и 14% угљених хидрата, плус пепео и вода и не садрже стероиде или друге појачиваче раста.
Прописи и програми праћења омогућавају да се лосос узгаја на одржив начин. Процес планирања и одобравања нових базена лососа на Новом Зеланду узима у обзир потенцијалне утицаје тих вештачких подручја на животну средину, њене утицаје на риболовне активности и све могуће културне и друштвене ефекте. 
Чиле је једина земља изузев Новог Зеланда која тренутно производи значајне количине узгајаног краљевског лососа. Сједињене Државе нису узгајале краљевског лососа за комерцијалну употребу од 1994. године. У Канади је већина комерцијалне производње лососа престала до 2009. године.
Девет популација краљевског лососа наведено је према америчком Закону о угроженим врстама као угрожено. Рибарство у САД и Канади је ограничено због малих популација ове врсте.
 

У априлу 2008. године комерцијални риболов у Орегону и Калифорнији био је обустављен због мале популације краљевског лососа. За пад ове врсте у реци Сакраменто, која је била једна од највећих река са овом популацијом јужно од Колумбије, криви се малобројна популација. У априлу 2009. године Калифорнија је поново отказала сезону лова на ову врсту. 
 Циљ Савета за управљање риболовом Тихог океана за ток реке Сакраменто је укупни број излива (рибе које се враћају у слатководне морске површине и мрестилишта) од 122.000–180.000 риба. Научници са универзитета и савезних, државних и племенских агенција закључили су да је род краљевског лососа из 2004. и 2005. године оштећен лошим океанским условима у 2005. и 2006. години, поред "дугорочне и сталне деградације слатководне и естуаринске средине". Такви услови су укључивали слабу прехрану, повећану температуру океана и ниску густину хране.
У Орегону се пролећно узгајање краљевског лососа за 2010. годину прогнозирало да ће се повећати за до 150% у односу на популацију из 2009. године, нарастајући са 200.000 на преко 500.000 јединки, што је учинило ово највећим повећањем у историји узгајања ове врсте. Ниже температуре у 2008. години у северним водама Тихог океана донеле су више планктона, који је уз веће одливе воде из реке Колумбија, нахранио препородну популацију. Ипак краљевски лосос се није опоравио у другим областима које настањује.
У априлу 2016. године, Национална служба за рибљи свет у Калифорнији, пустила је 12 милиона младих јединки краљевског лососа у дивљину, при чему је много лососа означено да би их се могло надгледати. Ослобађање је извршено у нади да ће помоћи обнављању популације лососа у водотоку Крик.
Краљевски лосос је духовно и кулулорошки цењен међу неким аутохотним народима. Многи од њих славе пролеће због виђења првих лососа. Краљевски лосос доста је економски важан за многе племенске заједнице. Краљевског лососа описивали су и јели припадници експедиције Луиса и Кларка. амерички истраживач Мериведер Луис у својим мемоарима написао је да је краљевски лосос свеж и да никада није јео укуснију рибу. Луис и Кларк знали су за пацифичког лососа, али га никада нису видели. Западни свет је знао за пацифичког лососа још од краја 18. века. Поморски трговци крзном и истраживачи попут Џорџа Ванкувера често су краљевског лососа набављали трговином са староседеоцима на северозападној обали. Луис и Кларк су се први пут сусрели са краљевским лососом 13. августа 1805. године у близни планинског прелаза Лемхај. Због своје величине и квалитета меса, ова риба је названа „краљевски лосос”.